# Турнеја Британских и Ирских Лавова по Новом Зеланду 1993.
Турнеја Британских и Ирских Лавова по Новом Зеланду 1993. (службени назив: 1993 British and Irish Lions tour to New Zealand) је била турнеја острвског рагби дрим тима по Аотеари 1993. Ол блекси су победили у серији са 2-1 у победама. Била је ово последња турнеја британских и ирских лавова у аматерској ери рагбија.

## Тим
Састав експедиције
Главни тренер Сер Ијан Макгикан
Играчи
'Скрам'
- Мартин Бејфилд, Енглеска
- Пол Барнел, Шкотска
- Бен Кларк, Енглеска
- Демијан Кронин, Шкотска
- Вејд Доли, Енглеска
- Мик Гелвеј, Ирска
- Мартин Џонсон, Енглеска
- Џејсон Леонард, Енглеска
- Кени Милн, Шкотска
- Брајан Мор, Енглеска
- Ник Поплвел, Ирска
- Енди Рид, Шкотска
- Дин Ричардс, Енглеска
- Мајк Тиг, Енглеска
- Ричард Вебстер, Велс
- Питер Винтерботом, Енглеска
- Питер Рајт, Шкотска

'Бекови'
- Роб Ендру, Енглеска
- Стјуарт Барнс, Енглеска
- Вил Карлинг, Енглеска
- Тони Клемент, Велс
- Винс Канингем, Ирска
- Ијан Еванс, Велс
- Скот Гибс, Велс
- Џереми Гаскот, Енглеска
- Гејвин Хејстингс, Шкотска
- Скот Хејстингс, Шкотска
- Ијан Хантер, Енглеска
- Роберт Џонс, Велс
- Деви Морис, Енглеска
- Енди Никол, Шкотска
- Рори Андервуд, Енглеска
- Тони Андербуд, Енглеска
- Ричард Валас, Ирска

## Утакмице
Норт Окланд - Лавови 17-30
Норт Харбор - Лавови 29-13
Њу зиланд маори - Лавови 20-24
Кантербери - Лавови 10-28
Отаго - Лавови 37-24
Саутленд - Лавови 16-34
Ол блекси - Лавови 20-18
Таранаки - Лавови 25-49
Окланд - Лавови 23-18
Хокс беј - Лавови 29-17
Ол блекси - Лавови 7-20
Ваикато - Лавови 38-10
Ол блекси - Лавови 30-13